# Frank Gifford
Francis Newton Gifford, detto Frank (Santa Monica, 16 agosto 1930 – Greenwich, 9 agosto 2015), è stato un giocatore di football americano statunitense che ha giocato nei ruoli di halfback e wide receiver per tutta la carriera con i New York Giants della National Football League (NFL). Al college ha giocato a football alla University of Southern California. È stato inserito nella Pro Football Hall of Fame nel 1977.

## Carriera professionistica

### New York Giants
Gifford fu scelto nel corso del primo giro (11º assoluto) del Draft NFL 1952 dai New York Giants, con cui all'inizio della carriera giocò sia in attacco che in difesa, una rarità nel football del secondo dopoguerra. Fu convocato per otto Pro Bowl in tre ruoli diversi (halfback, defensive back e wide receiver) e arrivò per tre volte alla finale del campionato NFL. La miglior stagione di Gifford fu probabilmente quella del 1956 in cui fu premiato come miglior giocatore della NFL dalla UPI e vinse il campionato battendo in finale i Chicago Bears.
Gifford rimase inattivo per 18 mesi a causa di un placcaggio subito particolarmente duro subito nel 1960 durante una gara contro i Philadelphia Eagles, quando fu sbattuto a terra da Chuck Bednarik su un'azione di passaggio, soffrendo un grave infortunio alla testa che lo portò a ritirarsi dal football. Gifford però fece ritorno ai Giants nel 1962, cambiando ruolo da running back a wide receiver (ruolo allora noto come "flanker"). Malgrado il lungo periodo lontano dal campo di gioco e la necessità di abituarsi al nuovo ruolo, Gifford divenne nuovamente una stella. Si ritirò dopo la stagione 1964 dopo essere stato convocato per il Pro Bowl anche come ricevitore.
Nel corso delle sue dodici stagioni coi New York Giants (136 gare di stagione regolare) Frank Gifford corse 3.609 yard e segnò 34 touchdown su 840 portate e ricevette 367 passaggi per 5.434 yard e altri 43 touchdown. Gifford completò 29 passaggi su 63 tentativi per 823 yard, 14 touchdown e 6 intercetti. I 6 intercetti lo pongono alla pari con Walter Payton per il maggior numero di passaggi intercettati da un giocatore non nel ruolo di quarterback mentre i suoi 14 passaggi da touchdown sono il massimo per un giocatore che non abbia giocato come quarterback.

## Palmarès

### Franchigia
- Campionati NFL : 1

New York Giants: 1956

### Individuale
- (8) Pro Bowl (1953, 1954, 1955, 1956, 1957, 1958, 1959, 1963)
- (6) All-Pro (1953, 1955, 1956, 1957, 1958, 1959)
- Formazione ideale della NFL degli anni 1950
- MVP del Pro Bowl (1958)
- Numero 16 ritirato dai New York Giants
- Pro Football Hall of Fame (classe del 1977)
- College Football Hall of Fame